# Dir (comando de DOS)
dir (de directory o directorio) es un comando de la interfaz de línea de comandos del sistema operativo DOS. Se utiliza para mostrar un listado de archivos y directorios. Es análogo al comando de Unix ls.
dir ha existido como comando de DOS desde la terminal versión de MS-DOS. Forma parte del intérprete de comandos de DOS, mientras que el comando ls de UNIX es un programa independiente del intérprete de comandos.[cita requerida]

## Implementaciones

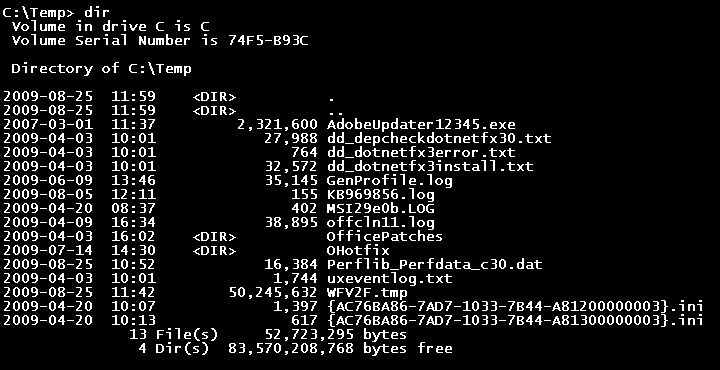
Captura de pantalla de la ventana del símbolo del sistema (cmd) de Microsoft Windows que muestra el contenido de un directorio

El comando está disponible en la interfaz de línea de comandos (CLI) de los sistemas operativos CP/M, MP/M, ISIS-II, TRIPOS, DOS, 4690 OS, OS/2, Microsoft Windows, Singularity, ReactOS, AROS y en la interfaz de línea de comandos DCL utilizada en los sistemas VMS, RT-11 y RSX-11. También está disponible en OS/8 como un CUSP (Commonly-Used System Program) y disponible en el emulador de código abierto de MS-DOS, DOSBox.
Los entornos de análisis numérico MATLAB y GNU Octave incluyen una función dir con un funcionamiento similar.

## Usos y ejemplos

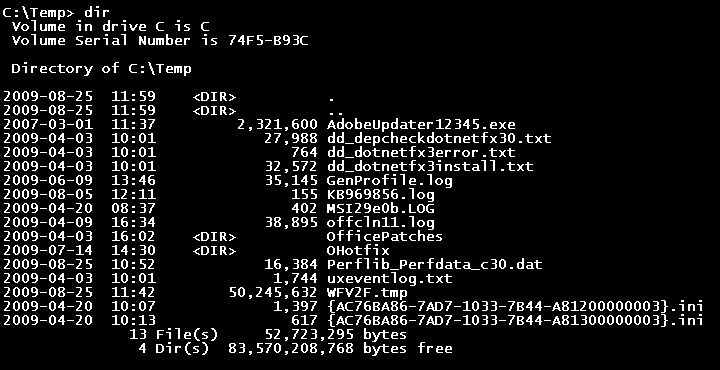
Captura de pantalla de la ventana del símbolo del sistema (cmd) de Microsoft Windows que muestra el contenido de un directorio

El comando "dir", aparte de permitir realizar búsquedas de archivos y directorios, permite gracias a sus opciones crear índices, ordenar, descubrir rutas largas que den error en la red, encontrar ficheros ocultos o incluso detectar fichero con datos ocultos de ADS (alternate data stream).

Esta es la salida de ayuda del comando.
```
C:\>dir /?
Muestra la lista de subdirectorios y archivos de un directorio.

DIR [drive:][path][filename] [/A[[:]attributes]] [/B] [/C] [/D] [/L] [/N]
  [/O[[:]sortorder]] [/P] [/Q] [/R] [/S] [/T[[:]timefield]] [/W] [/X] [/4]

  [drive:][path][filename]
              Especifica la unidad, el directorio o los archivos que se mostrarán.

  /A          Muestra los archivos con los atributos especificados.
  Atributos    D  Directorios             R  Archivos de solo lectura
               H  Archivos ocultos        A  Archivos listos para el archivado
               S  Archivos de sistema     I  Archivos indizados que no son de contenido
               L  Puntos de reanálisis             O  Archivos sin conexión
               -  Prefijo de exclusión
  /B          Usa el formato simple (sin encabezados ni resúmenes).
  /C          Muestra el separador de miles en los tamaños de los archivos. Es la opción
              predeterminada. Usa /-C para deshabilitar la aparición del separador.
  /D          Similar al listado ancho, pero los archivos aparecen en una lista ordenada por columnas.
  /L          Usa letras minúsculas.
  /N          Nuevo formato de lista larga donde los nombre de archivo aparecen en el lado derecho.
  /O          Muestra los archivos según el orden indicado.
  sortorder        N  Por nombre (orden alfabético)       S  Por tamaño (orden creciente)
               E  Por extensión (orden alfabético)  D  Por fecha y hora (el más antiguo primero)
               G  Agrupa primero los directorios -  Prefijo para invertir el orden
  /P          Hace una pausa después de cada pantalla completa de información.
  /Q          Muestra el propietario del archivo.
  /R          Muestra las secuencias alternativas de datos del archivo.
  /S          Muestra los archivos del directorio especificado y todos sus subdirectorios.
  /T          Controla el campo de hora que se mostrará o usará para realizar la ordenación.
  timefield       C  Creación
              A  Último acceso
              W  Última modificación
  /W          Usa el formato de listado ancho.
  /X          Muestra los nombres cortos generados para los nombres
              de archivo sin formato 8dot3. El formato es el mismo que para /N, con el nombre corto especificado
              antes del nombre largo. Si no existe ningún nombre corto, se muestran
              espacios en blanco en su lugar.
  /4          Muestra los años con 4 dígitos.
  /ash        Muestra unix hidden files.
  /t          Junto con dash ash muestra las uniones en el directorio cargado en terminal. puede usar TAB \ para
              windows o TAB / para ver los archivos unix.

Los modificadores se pueden preestablecer en la variable de entorno DIRCMD.
Para invalidar los modificadores prestablecidos, se debe agregar un prefijo a cada modificador con - (guión), por ejemplo: /-W.

C:\>

```

Ejemplo:

Busca ficheros con datos ocultos ADS (alternate data stream) en todos el disco.

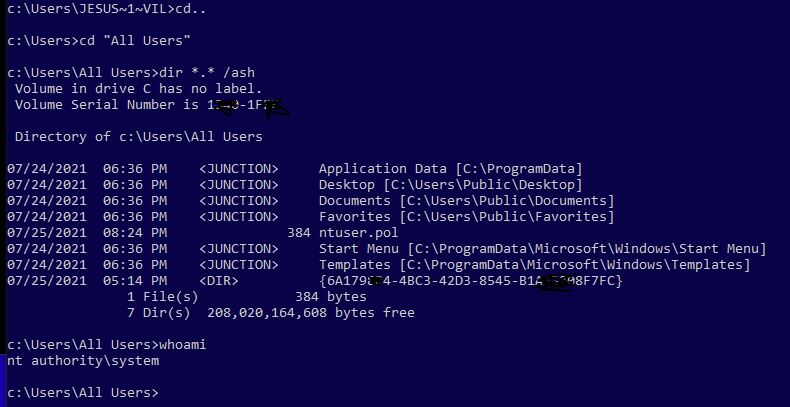
dir command with option ash and high privileges user "nt authority\system"

```
C:\>dir /r /s | find "$DATA"
                                 50 Docker Desktop Installer (1).exe:Zone.Identifier:$DATA
                                 93 MicrosoftEdgeCookiesBackup.dat:Zone.Identifier:$DATA
                                 93 MicrosoftEdgeSettingsBackup.txt:Zone.Identifier:$DATA
                                 26 edb00006.log:Zone.Identifier:$DATA
                                 26 schema.txt:Zone.Identifier:$DATA
                                 26 spartan.edb:Zone.Identifier:$DATA
                                 26 spartan.pat:Zone.Identifier:$DATA
                                 93 Backup.dat:Zone.Identifier:$DATA

C:\>

```

Ejemplo:

Busca archivos ocultos en c:
```
C:\>dir /a:h
 El volumen de la unidad C no tiene etiqueta.
 El número de serie del volumen es: BA6A-038C

 Directorio de C:\

17/01/2020  13:09    <DIR>          $Recycle.Bin
09/07/2019  08:40    <JUNCTION>     Archivos de programa [C:\Program Files]
09/07/2019  08:40    <JUNCTION>     Documents and Settings [C:\Users]
07/02/2020  11:27     3.381.129.216 hiberfil.sys
22/01/2020  14:36     1.342.177.280 pagefile.sys
22/01/2020  15:23    <DIR>          ProgramData
25/09/2019  12:35    <DIR>          Recovery
22/01/2020  14:36        16.777.216 swapfile.sys
07/02/2020  09:40    <DIR>          System Volume Information
               3 archivos  4.740.083.712 bytes
               6 dirs  207.830.421.504 bytes libres

C:\>dir

```

```
c:\Users\All Users>dir *.* /ash

 Volume in drive C has no label.

 Volume Serial Number is 1B40-1FEF

 Directory of c:\Users\All Users

07/24/2021  06:36 PM    <JUNCTION>     Application Data [C:\ProgramData]

07/24/2021  06:36 PM    <JUNCTION>     Desktop [C:\Users\Public\Desktop]

07/24/2021  06:36 PM    <JUNCTION>     Documents [C:\Users\Public\Documents]

07/24/2021  06:36 PM    <JUNCTION>     Favorites [C:\Users\Public\Favorites]

07/25/2021  08:24 PM               384 ntuser.pol

07/24/2021  06:36 PM    <JUNCTION>     Start Menu [C:\ProgramData\Microsoft\Windows\Start Menu]

07/24/2021  06:36 PM    <JUNCTION>     Templates [C:\ProgramData\Microsoft\Windows\Templates]

07/25/2021  05:14 PM    <DIR>          {6A17XXX8B4-4BC3-42D3-8545-B1XXXXXX8F7FC}

               1 File(s)            384 bytes

               7 Dir(s)  208,020,164,608 bytes free

c:\Users\All Users>whoami

nt authority\system

```

## Unix
dir no es un comando Unix, en su lugar dispone del comando análogo ls. Sin embargo, el sistema operativo Linux tiene un comando dir que es equivalente a la ejecución de ls -C -b, que lista los archivos en columnas, ordenados verticalmente y con los caracteres especiales representados por secuencias de escape de barra invertida.